# Mobil tanulás
A mobil tanulás vagy mlearning hasonlít az elearninghez, a különbség annyi, hogy nincs helyhez kötve, hanem bárhol és bármikor lehet tanulni, jóval szélesebb körben használható, és internetkapcsolat sem feltétlenül szükséges hozzá. Nem csak okostelefonokra vagy tabletekre kell gondolni a mobil tanulás esetén, lehet egy mp3-lejátszó vagy kamera segítségével is tanulni, például úgy, hogy rögzítik és visszajátsszák a tartalmat.